# Trancapecho
El trancapecho o tranca pecho es un tipo de sándwich oriundo de Cochabamba (Bolivia), del barrio de Caracota. Proviene del silpancho, pero difiere de este en que lleva un pan toco o tortilla. Todos los ingredientes, incluso el arroz y el pan, son típicos de esta ciudad. En Cochabamba, este plato se puede encontrar en los mercados. La creación del trancapecho es atribuida a Ana Camacho, más conocida como doña Anita, vendedora en la plaza de comidas Las Islas, que creó la palabra a partir de las conversaciones con sus clientes cuando consumían el producto.

## Ingredientes
El trancapecho se prepara con carne de res, huevos, cebolla, tomate, pan rallado, locoto, aceite, sal, pan y arroz. También se pueden usar zanahorias y pimienta. El tipo de pan puede variar según la región, aunque este tipo de sándwich se inventó en Cochabamba.
Para prepararlo, primero se cocina la carne, condimentada con las especias, y con el pan molido. En una cacerola se pueden preparar las papas, hervidas con cáscara. Luego, en una sartén, se fríen junto al arroz. Finalmente, también se fríe la carne. Luego, cuando está ya cocinado, se corta un pan a la mitad y se colocan todos los ingredientes.

## Otros usos del término
En Venezuela se le llama trancapecho a unas masas de harina de maíz similares a las arepas pero de forma ovalada (llamadas bollos o bollitos) que se cuecen en agua hirviendo y se sirven untadas con margarina o mantequilla.